# Мариголд: Путешествие в Индию
«Мариголд: Путешествие в Индию» (англ. Marigold: An Adventure in India) — кинокомедия, снятая в Голливуде в 2005 году и вышедшая в прокат 17 августа 2007 года. Впервые фильм был показан 10 февраля 2006 в Германии на Международном кинофестивале Берлинале 2006, но это был закрытый коммерческий показ.

## Сюжет
Звезда американских мыльных опер Мариголд Лекстон (Эли Лартер) направляется на съёмки нового фильма в Индию, где выясняется, что продюсер фильма задержан за махинации и находится в тюрьме. Кроме того, багаж Мариголд оказывается потерян. Не имея знакомых в Индии, актриса по стечению обстоятельств попадает на съёмочную площадку одного индийского фильма, где получает предложение принять участие в съёмках. Согласившись, Мариголд погружается в неизвестный ей до сих пор мир индийского кино. Во время съёмок она знакомится с хореографом Премом (Салман Хан), который должен помочь ей уверенней чувствовать себя в танцевальных номерах. Прем считает американку своей судьбой, поскольку в детстве бабушка предсказала ему встречу с женщиной, носящей имя цветка, которая станет его женой (Мариголд означает календула). Он проводит всё больше времени с Мариголд и становится для неё другом. Со временем она начинает понимать, что влюблена, и со всё большим раздражением отвечает на телефонные звонки своего бойфренда Берри. Но чтобы быть вместе, влюблённым придётся преодолеть некоторые преграды, ведь Прем оказывается принцем одного из штатов, и его семья уже нашла ему невесту Джанви — девушку, воспитанную в индийских традициях…

## В ролях
| Актёр       | Роль             |
| ----------- | ---------------- |
| Салман Хан  | Прем Раджпут     |
| Эли Лартер  | Мариголд Лекстон |
| Нандана Сен | Джанви           |
| Иан Боэн    | Берри            |
| Шари Уотсон | Дорин            |

## Разное
- Это первый голливудский фильм с участием звезды индийского кино Салмана Хана.
- В индийском прокате фильм с треском провалился и получил очень плохие отзывы от критиков. Причина этого неясна, ведь фильм получился яркий и качественный, и режиссёру вполне удалось передать атмосферу Болливуда. Западные критики оценили фильм гораздо выше.
- Во втором и третьем танцах Эли Лартер поет.